# Château de Fromental
Le château de Fromental est un château situé à Fromental, en France.

## Localisation
Le château est situé dans le département français de la Haute-Vienne, sur la commune de Fromental.

## Historique
Le château date du XVIIe siècle.
L'édifice est classé au titre des monuments historiques le 8 juin 1925 ; la source qui alimente les douves et la conduite d'eau le sont le 29 août 1938.

## Description
Les structures existantes, du XVIIe siècle, sont typiques d'une résidence seigneuriale régionale avec ses douves et une partie de son système défensif. Le domaine a été ravagé par un incendie durant les guerres anglaises. Il fut reconstruit vers 1624. La porte d'entrée, dotée de mâchicoulis et ornée d'armoiries surmontées de motifs de la Renaissance, est un exemple notable de l'architecture de cette période. Une aile des communs s'ouvre sur une vaste cour de service, protégée par des murs percés de meurtrières. À partir de celle-ci, un pont mène à une île entourée de douves, où se dresse le château, lui-même précédé d'une cour d'honneur et flanqué de quatre petits pavillons situés aux angles de l'île. Un second pont offre un accès à un jardin à la française ainsi qu'à un bassin.